# Юшкевич, Антон Васильевич
Антон Васильевич Юшкевич (лит. Antanas Juška; 1819—1880) — католический ксёндз, этнограф, фольклорист и музыковед

 собиратель литовских народных песен и обрядов. Член Литовского литературного общества.

## Биография
Антон Юшкевич родился 16 июня 1819 года в Россиенском уезде. Воспитывался в Виленской духовной семинарии и с 1843 года был католическим священником. 
Как и брат Иван он был большим знатоком литовского языка и много трудов и времени посвятил собиранию народных литовских песен и обрядов, особенно свадебных. И. В. Юшкевич был редактором и издателем не только своих собственных трудов, но и трудов брата, который собрал массу этнографического и лингвистического материала, но к печати успел приготовить далеко не всё. 
Иван Васильевич Юшкевич издал, в частности, следующие труды брата: «Литовские народные песни из окрестностей Велек, записанные Антоном Юшкевичем» (Казань, 1880—1882 гг.) и «Свадебные обряды виленских литовцев, записанные А. Юшкевичем в 1870 году и изданные Иваном Юшкевичем, с коротким прибавлением о литовском правописании латинского шрифта» (Казань, 1880 г.). 
В 1883 году Петербургская академия наук выпустила обширный сборник: «Литовские свадебные песни», составленный И. В. Юшкевичем так же из материалов его брата. 
Братья Юшкевичи, руководимые в своей деятельности по собиранию литовских песен и обрядов лишь любовью к своей родине — Литве — и желанием послужить обогащению литературы об этом крае, безвозмездно предоставляли в распоряжение русских ученых учреждений материалы, на сбор которых потратили немало и трудов, и материальных средств.
Антон Васильевич Юшкевич скончался 1 ноября 1880 года в городе Казани.